# Gelber Flammenbaum
Der Gelbe Flammenbaum (Peltophorum pterocarpum) ist eine Pflanzenart in der Unterfamilie Johannisbrotgewächse (Caesalpinioideae) innerhalb der Familie der Hülsenfrüchtler (Fabaceae). Sie ist hauptsächlich in Südostasien verbreitet.

## Beschreibung

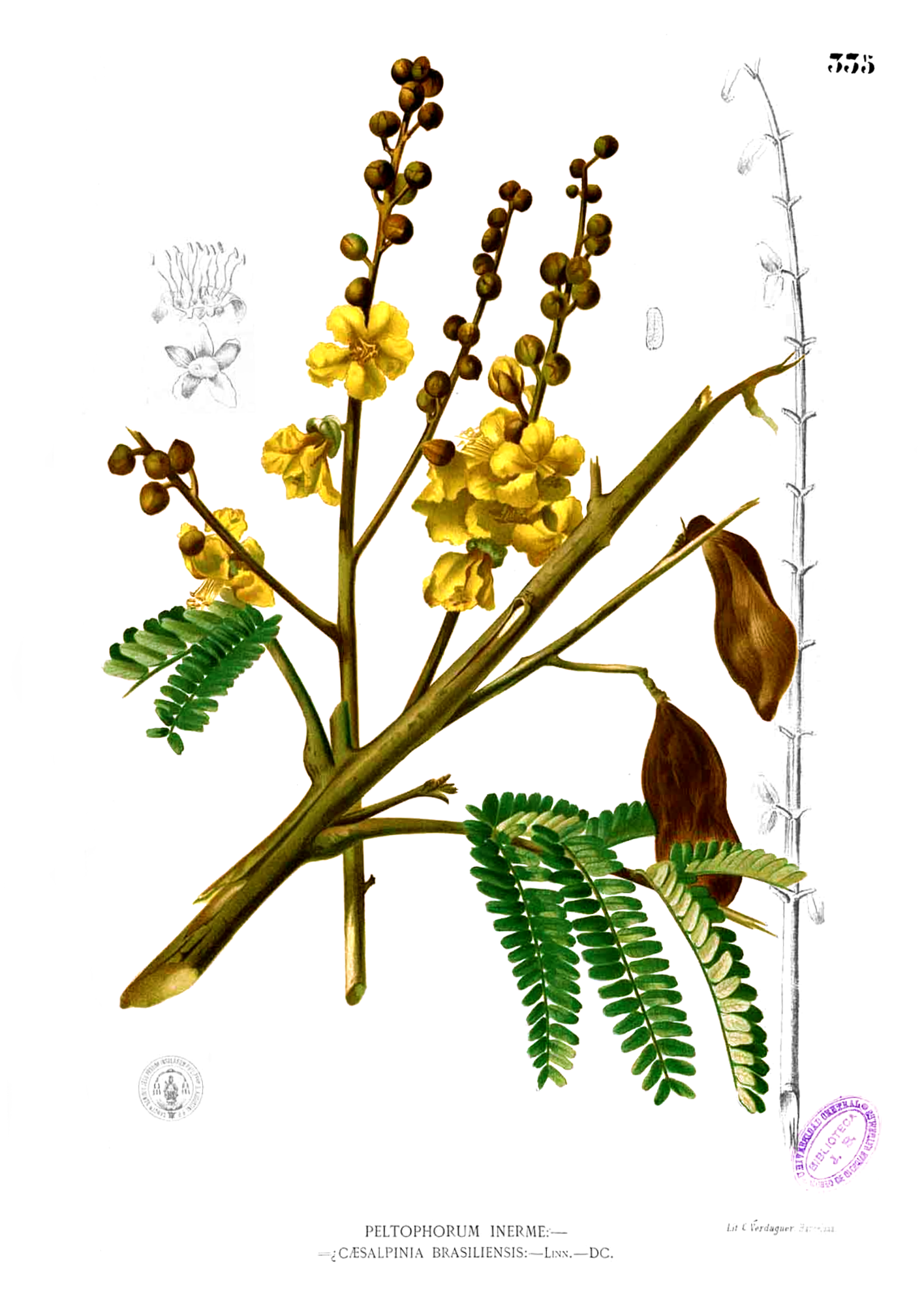
Illustration aus Blanco: Flora de Filipinas

Der Gelbe Flammenbaum ist ein schnellwüchsiger, halbimmergrüner Baum, der Wuchshöhen von 12 bis 24 Metern und einen Kronendurchmesser von bis zu 8 Metern erreicht. Der Stammdurchmesser erreicht über 50 Zentimeter. Die Borke ist relativ glatt bis rissig-furchig oder schuppig und grau-braun. Die wechselständig angeordneten Laubblätter sind in Blattstiel und -spreite gegliedert. Der Blattstiel ist 15 bis 30 cm lang mit einem Pulvinus an der Basis. Die Blattspreite ist paarig gefiedert mit sechs bis zwanzig Fiedern erster Ordnung. An den Fiedern erster Ordnung befinden sich jeweils 20 bis 30 Paaren von Fiederblättchen. Die Rhachen 1. und 2. Ordnung sind rillig und leicht rostig behaart, die kurzen Fiederstiele 1. Ordnung besitzen einen Pulvinus. Die oberseits glänzend grünen, kurz gestielten, leicht behaarten, unterseits hellgrünen Blättchen sind länglich bis verkehrt-eiförmig und am oberen Ende eingebuchtet mit ungleicher Basis.
Die Blütezeit reicht von März bis Juni. Die stark duftenden, gelben Blüten stehen in rostig behaarten, rispigen Blütenständen zusammen. Die gestielten, zwittrigen Blüten sind fünfzählig mit doppelter Blütenhülle. Die kurz verwachsenen, welligen Kelchblätter sind außen rostrot behaart und innen gelb, kahl. Die gelben, knittrigen Kronblätter sind genagelt und am Nagel beidseits rostig behaart. Die zehn freien Staubblätter sind an ihrer Basis dicht, braun behaart. Die Staubbeutel sind goldgelb. Der oberständige Fruchtknoten ist dicht braun behaart und kurz gestielt. Der kahle Griffel ist lang und fadenförmig mit gelappter Narbe.
Die flachen, holzigen, elliptischen, ein- bis viersamigen und kurz geflügelten Hülsenfrüchte sind erst rostrot dann dunkelbraun. Sie laufen an beiden Enden spitz zu, sind an den Samen leicht eingeschnürt und sind zwischen 5 und 10 cm lang, sowie circa 2,5 cm breit. Die abgeflachten Samen sind hellbraun und eiförmig bis elliptisch.
Die Chromosomenzahl beträgt 2n = 26.

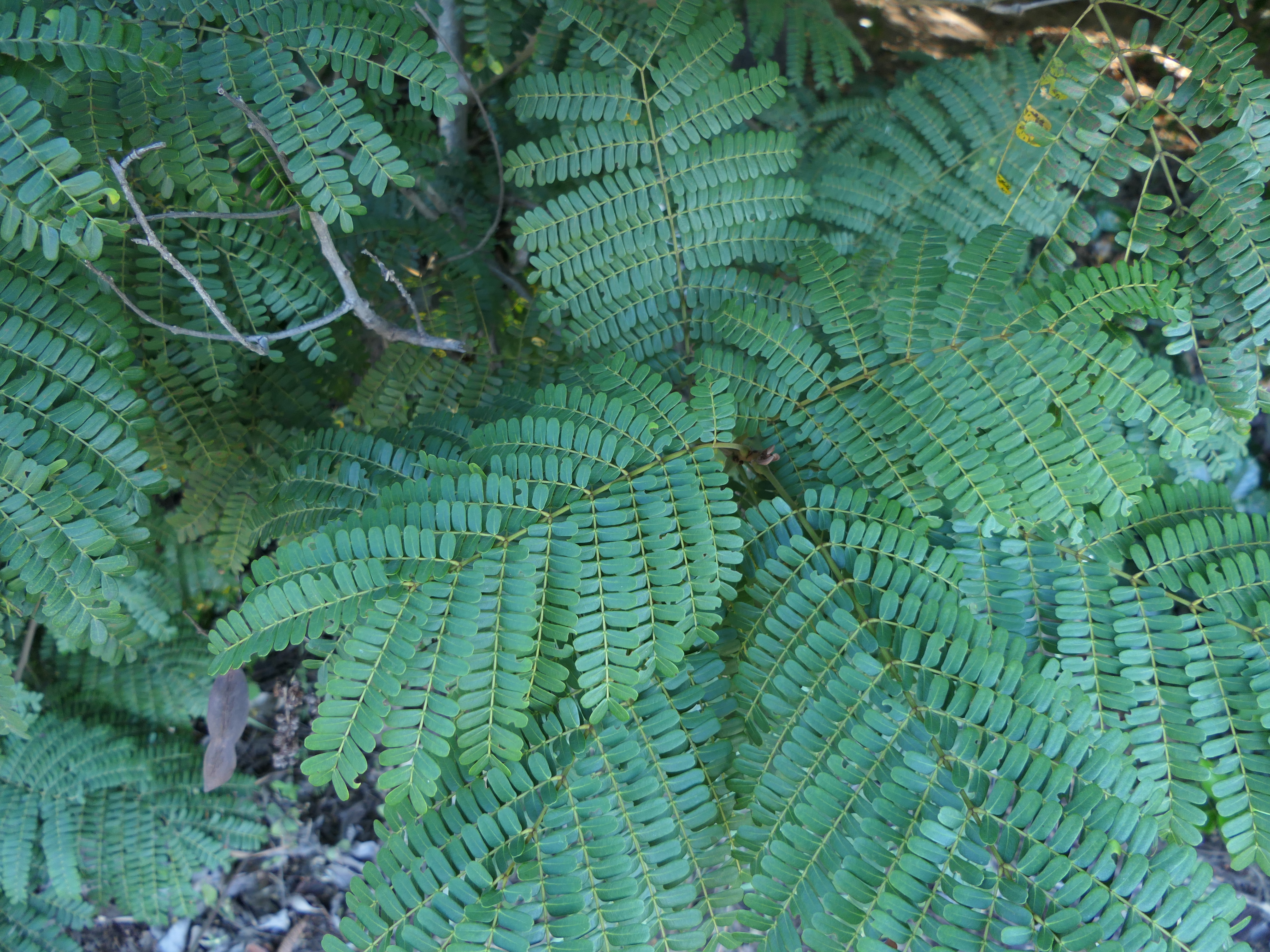
Gefiederte Blätter
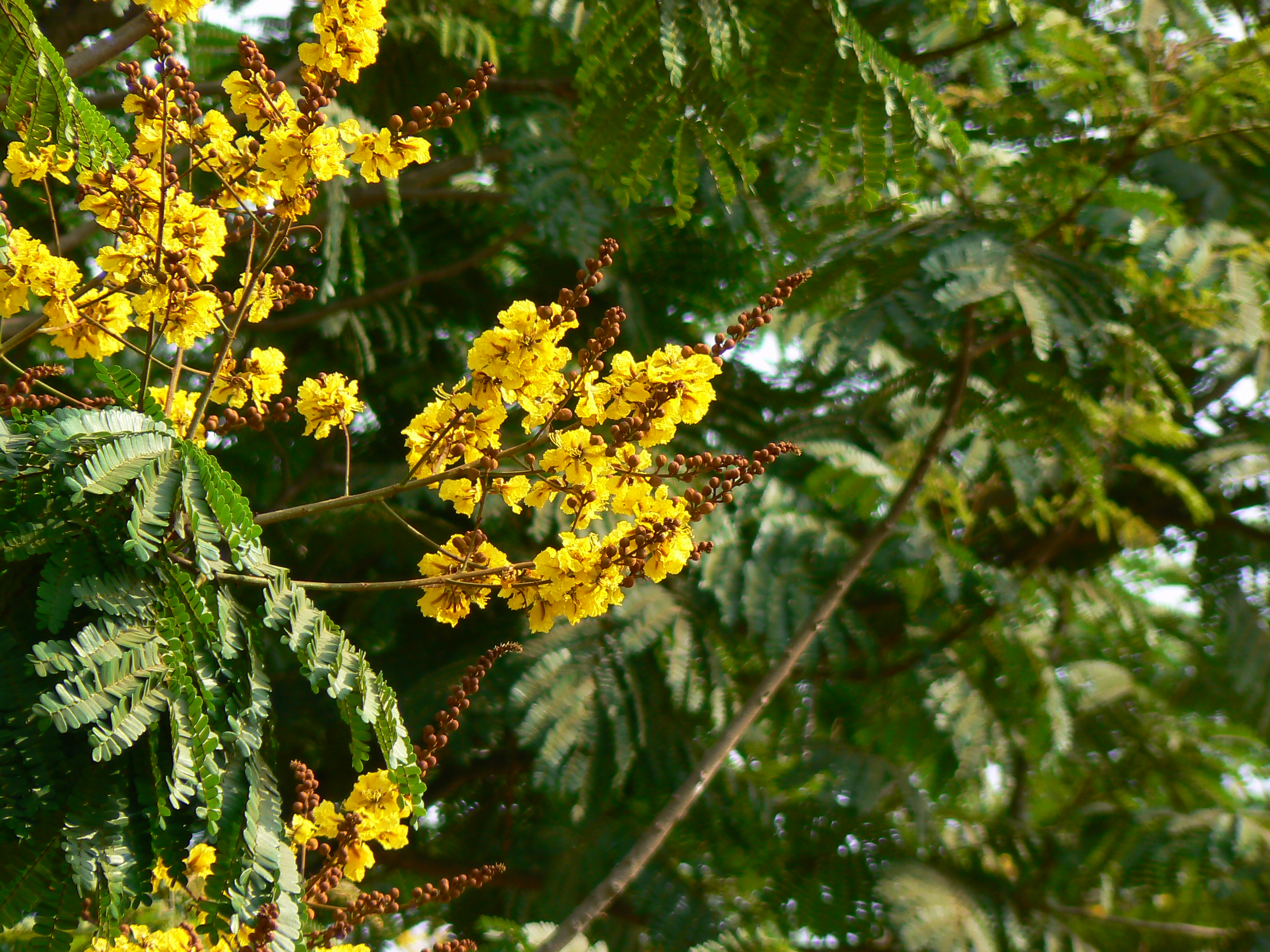
Blütenstände
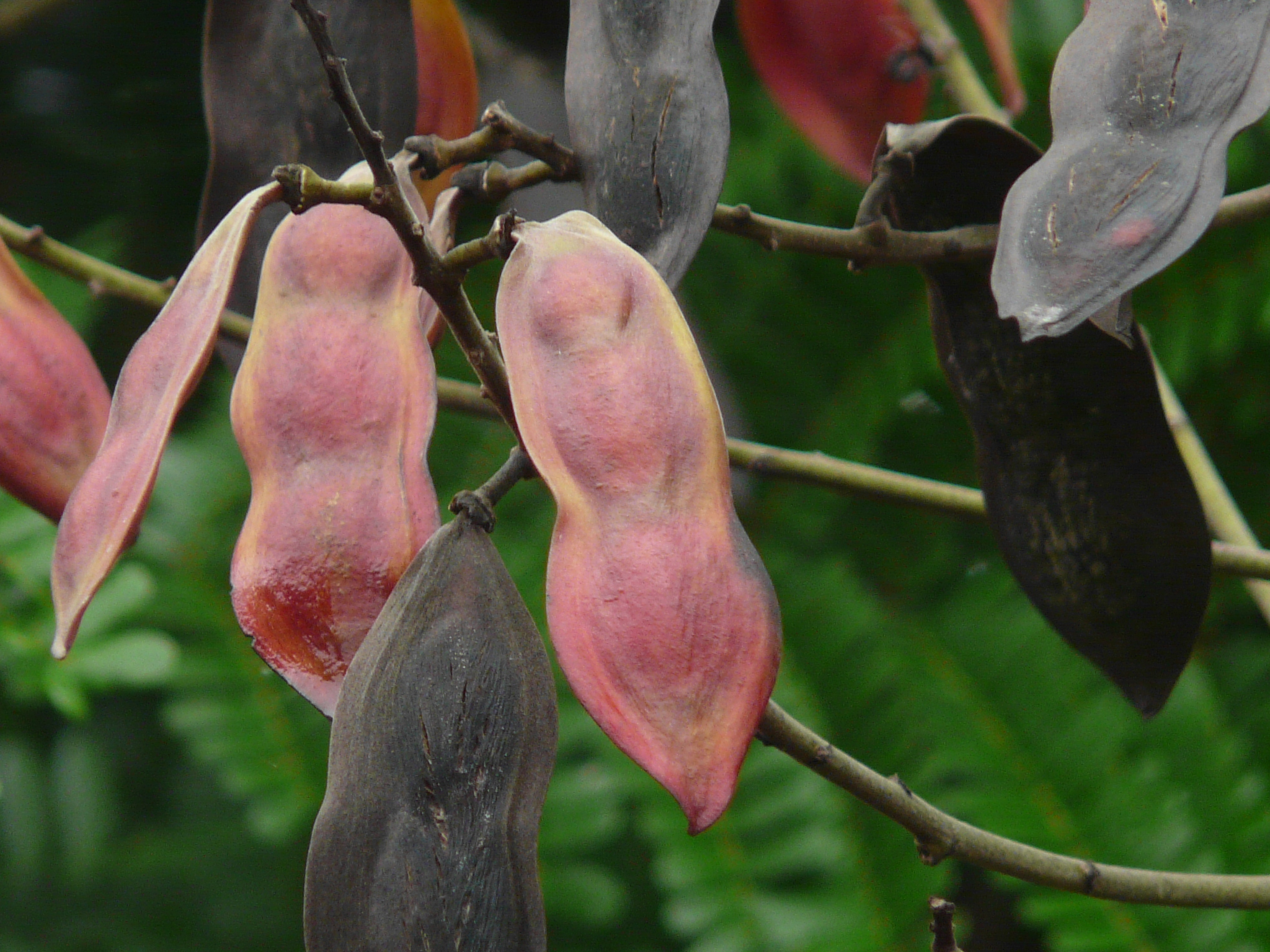
Jüngere und ältere Früchte

## Verbreitung
Peltophorum pterocarpum ist in Südostasien von Sri Lanka bis ins nördliche Australien verbreitet; ein großes Vorkommen befindet sich auch auf den Andamanen. In vielen tropischen Ländern ist sie ein Neophyt, beispielsweise in Florida.

## Taxonomie
Die Erstveröffentlichung erfolgte 1825 unter dem Namen (Basionym) Inga pterocarpa durch Augustin Pyrame de Candolle in Prodromus Systematis Naturalis Regni Vegetabilis ... Band 2 Seite 441. Die Neukombination zu Peltophorum pterocarpum (DC.) Backer ex K.Heyne wurde 1927 durch Karel Heyne nach Cornelis Andries Backer in Nuttige Planten van Nederlandsch-Indie ... ed. 2, Band 2 Seite 755 veröffentlicht. Weitere Synonyme für Peltophorum pterocarpum (DC.) Backer ex K.Heyne sind: Baryxylum inerme (Roxb.) Pierre, Caesalpinia ferruginea Decne., Caesalpinia inermis Roxb., Peltophorum ferrugineum (Decne.) Benth., Peltophorum inerme (Roxb.) Náves ex Fern.-Vill. nom. inval.

## Nutzung
Der Gelbe Flammenbaum ist in tropischen Ländern als Zierpflanze in Parkanlagen verwendet. Das fein gemaserte Holz ist für feine Möbelarbeiten begehrt.